# Calodia inclinans
Calodia inclinans  (лат.) — вид прыгающих насекомых рода Calodia из семейства цикадок (Cicadellidae). Ориентальная область: Малайзия (Саравак) и Сингапур. Длина самцов 6,6-7,2 мм, самок — 7,5 мм. Общая окраска рыжевато-бурая.
Скутеллюм крупный, его длина равна или больше длины пронотума. Голова субконическая, отчётливо уже пронотума; лоб узкий. Глаза относительно крупные, полушаровидные, занимают более двух третей дорсальной поверхности головы; оцеллии мелкие. Клипеус длинный, узкий. Эдеагус узкий, с 2 или более субапикальными шипиками.
Сходны по габитусу с Calodia obscura, отличаясь деталями строения гениталий.